# Bretagne-de-Marsan
Bretagne-de-Marsan település Franciaországban, Landes megyében. Lakosainak száma 1626 fő (2022. január 1.). Bretagne-de-Marsan Bascons, Benquet, Mazerolles, Mont-de-Marsan, Saint-Maurice-sur-Adour és Saint-Pierre-du-Mont községekkel határos.

## Népesség
A település népességének változása:
| Lakosok száma | 542  | 750  | 834  | 1187 | 1517 | 1545 | 1544 | 1612 | 1643 | 1626 |
|               | 1968 | 1982 | 1990 | 2006 | 2013 | 2015 | 2017 | 2019 | 2020 | 2022 |